# Julian Mertens
Pour les articles homonymes, voir Mertens.
Julian Mertens, né le 6 octobre 1997 à Turnhout, est un coureur cycliste belge.

## Biographie
En avril 2021, il participe à la Flèche wallonne, où il est membre de l'échappée du jour. 

## Palmarès
- 2015
  - 2ea étape d'Aubel-Thimister-La Gleize (contre-la-montre par équipes)
  - 3e étape du Keizer der Juniores
- 2017
  - 3e du Tour de la Bidassoa
- 2018
  - 3e de la Ronde de l'Isard
- 2019
  - Champion de la province d'Anvers du contre-la-montre espoirs
  - Grand Prix Colli Rovescalesi
  - 2e du Tour de Moselle
  - 3e du Lillehammer GP

## Classements mondiaux
| Année                                 | 2017  | 2018  | 2019  | 2020  | 2021  | 2022 | 2023  |
| ------------------------------------- | ----- | ----- | ----- | ----- | ----- | ---- | ----- |
| Classement mondial                    | 2703e | 1312e | 1009e | 1914e | 2339e | 776e | 1316e |
| UCI Europe Tour                       | 1662e | 808e  | 725e  | 1403e | 1561e | 586e | nc    |
|                                       |       |       |       |       |       |      |       |
| Légende : nc = non classéSource : UCI |       |       |       |       |       |      |       |